# 저널 오브 머더
《저널 오브 머더》(영어: Killer: A Journal of Murder)는 미국에서 제작된 팀 멧커프 감독의 1995년 드라마 영화이다. 제임스 우즈, 로버트 숀 레너드 등이 출연하였고, 마크 레빈슨 등이 제작에 참여하였다.

## 출연
- 제임스 우즈
- 로버트 숀 레너드
- 엘런 그린
- 케라 부오노
- 로버트 존 버크
- 리처드 릴리
- 해럴드 굴드
- 존 베드퍼드 로이드
- 제프리 더먼
- 콘래드 매클래런
- 스티브 포러스트
- 리처드 카운실
- 릴리 테일러

## 기타 제작진
- 협력 제작: 조지 리나도스
- 미술: 셔먼 윌리엄스
- 의상: 캐스린 모리슨